# Nohija
Nohija (tadschikisch ноҳия, Plural: ноҳияҳо nohijaho) bezeichnet eine Verwaltungseinheit in Tadschikistan. Sie ist die zweithöchste Verwaltungseinheit Tadschikistans nach der Provinz (vilojat). Nohija sind wiederum in Kommunen (Dschamoat) aufgeteilt. Die tadschikischen Nohijas gingen aus den während der sowjetischen Herrschaft eingeführten Rajons hervor.

## Verteilung
In Tadschikistan gibt es insgesamt 58 Nohijas und vier Hauptstadtdistrikte in Duschanbe. Dabei entfallen 14 Nohijas auf die Provinz Sughd. 13 auf die der Republik unterstellten Bezirke, die direkt von der Zentralregierung aus Duschanbe verwaltet werden, 24 auf die Provinz Chatlon und sieben auf die Autonome Provinz Berg-Badachschan.

## Funktion
Die administrative Gliederung des Landes in Provinz (vilojat), Bezirke (Nohija) und Kommunen (Dschamoat) dient formal der Kompetenzteilung. In der Realität herrscht in Tadschikistan aber ein starker Zentralismus.